# Lise Castonguay

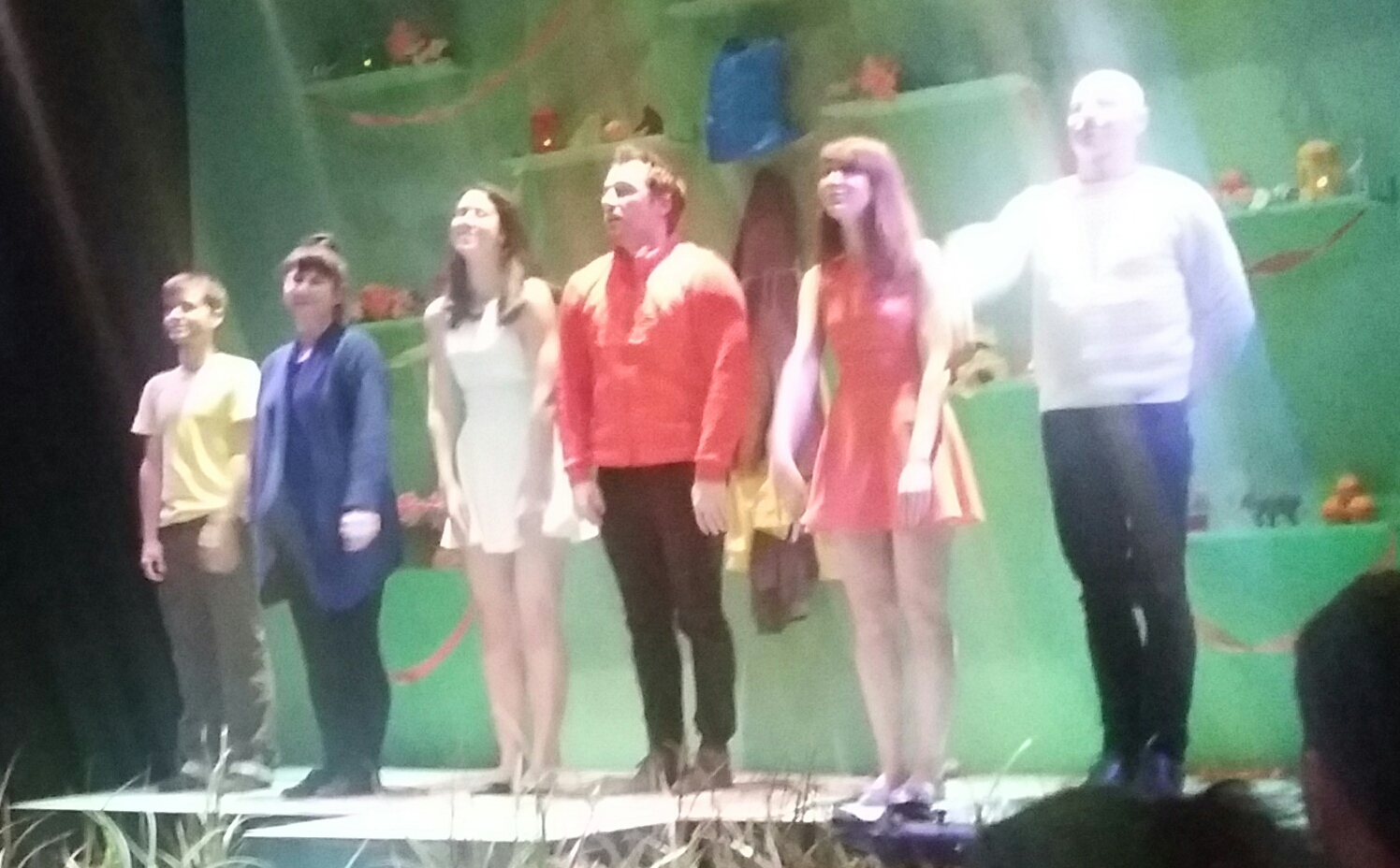
Acteurs et actrices dans Un animal (mort) du Théâtre d'aujourd'hui, avec Castonguay.

Lise Castonguay est une comédienne et metteure en scène québécoise née le 12 janvier 1953.

## Biographie
Lise Castonguay est diplômée du Conservatoire d'art dramatique de Québec en 1981. Elle a joué dans plus d'une soixantaine de productions.

## Théâtre
- 1982 : Le signe de la bête s'efface, mise en scène de Léa-Marie Cantin, production CEAC, rôle de Nil
- 1982 : S'entrelarder et/ou Sur la piste de l'ours, mise en scène Collectif de Bouffons, production Les Bœufs de l'Ouest, rôles multiples
- 1982 : Ah moi la chair électrique, mise en scène de Robert Lepage, production Musée du Québec, premier rôle
- 1983 : Coq, mise en scène de Robert Lepage, production Théâtre Méchatigan, rôles multiples
- 1983 : Enfin duchesses, mise en scène de Jacques Girard, production Les folles alliées, rôle de Bibi Rancourt
- 1983-1984 : Les Soirées top repère, mise en scène collective, production Théâtre Repère, rôle de Gracia
- 1984 : Circulations, mise en scène de Robert Lepage, production Théâtre Méchatigan, rôle de Louise
- 1984 : Un tramway nommé Désir, mise en scène de Guillermo de Andrea, production Théâtre du Trident
- 1985 : Point de fuite, mise en scène collective, production Théâtre Repère, rôle de mannequin
- 1986 : Maneige, mise en scène de Michel Nadeau, production Les Marionnettes du Grand Théâtre de Québec, marionnettiste
- 1987-1988 : Un millier d'oiseaux, mise en scène de Reynald Robinson, production Gros Mécano, rôle de Sadako
- 1988 : Jour de pluie, mise en scène de Jean-Jacqui Boutet, production Les Marionnettes du Grand Théâtre de Québec, marionnettiste
- 1989 : Le Procès de Marie-Antoinette, mise en scène de Denise Verville, production Théâtre de la Commune, rôle de Marie-Antoinette
- 1989-1990 : Roméo et Juliette, mise en scène de Robert Lepage, production Théâtre Repère, rôle de la nourrice
- 1990 : Le Dialogue des carmélites, mise en scène de Françoise Faucher, production Théâtre du Trident, rôle de sœur Marthe
- 1991 : Les Belles-sœurs, mise en scène de Serge Denoncourt, production Théâtre du Trident, rôle d'Yvette Longpré
- 1991 : Point de non-retour, mise en scène de Gill Champagne, production Théâtre du Bois de Coulonge, rôle de Mary Aldin
- 1992 : Jo et Gaia la Terre, mise en scène de Reynald Robinson, production Théâtre du Gros Mécano et Centre national des Arts, rôle de Lucie
- 1992 : C'est si loin la Bulgarie, mise en scène de Denise Verville, production Théâtre de la Commune, rôle de Lydia
- 1992 : Wouf Wouf, mise en scène de Jean-Frédéric Messier, production du Théâtre Repère, rôle de la mère
- 1992 : La Maison de Bernarda, mise en scène de Michel Nadeau, production du Théâtre du Trident, rôle de Prudentia
- 1993 : Jimmy Dean ou le fils de James Dean est vivant, mise en scène de Gill Champagne, production Théâtre Blanc et du Bois de Coulonge, rôle de Louise Johnson
- 1994 : Albertine en Cinq Temps, mise en scène de Denise Verville, production Théâtre de la Commune, rôle de Madeleine
- 1994 : Un Reel ben beau ben triste, mise en scène de Denise Verville, production Théâtre de la Commune, rôle de Laurette
- 1995 : Abélard et Héloïse, mise en scène de Jacques Lessard, production Théâtre du Bois de Coulonge, rôle de Sœur Godric
- 1995 : Les Hauts de Hurlevent, mise en scène de Philippe Sodevilla, production Théâtre Les Enfants Terribles, rôle de Nelly
- 1996 : Messe Solonelle pour une pleine nuit d'été, mise en scène de Serge Denoncourt, production du Théâtre du Trident, rôle de Louise
- 1996 : Méphisto, mise en scène de Serge Denoncourt, production du Théâtre du Trident, rôle de Myriam Horowitz
- 1997 : Les Reines, mise en scène de Gill Champagne, production Théâtre Blanc, rôle d'Anne Dexter
- 1997 : Les Estivants, mise en scène de Serge Denoncourt, production du Théâtre du Trident et Théâtre du Nouveau-Monde, rôle d'Olga Filippovna
- 1998 : Yvonne, princesse de Bourgogne, mise en scène d'Alice Ronfard, production du Théâtre du Trident, rôle de la reine
- 1999 : Les Troyennes, mise en scène de Wajdi Mouawad, production du Théâtre du Trident, rôle de Cassandre
- 2000 : Rêves, mise en scène de Wajdi Mouawad, production Ô Parleur, rôle de Soulaymaan
- 2000 : V comme Canard, mise en scène de Reynald Robinson, production Théâtre de la Bordée, rôle de Jacqueline
- 2000 : Hôtel des Horizons, mise en scène de Reynald Robinson, production Théâtre de la Bordée, rôle de Pauline
- 2000 : George Dandin, mise en scène de Patrick Saucier, production Théâtre de la Bordée, rôle de Madame de Sottenville
- 2000 : Les Caprices de Marianne, mise en scène de Claude Poissant, production du Théâtre du Trident, rôle d'Hermia
- 2001 : À toi pour toujours ta Marie-Lou, mise en scène de Gill Champagne, production du Théâtre du Trident et Théâtre Denise-Pelletier, rôle de Marie-Lou
- 2002 : Les Trois Sœurs, mise en scène de Wajdi Mouawad, production du Théâtre du Trident et Théâtre du Nouveau-Monde, rôle d'Olga
- 2003 : Le Colonel et les Oiseaux, mise en scène de Marie-Josée Bastien, production du Théâtre du Trident, rôle de Mata Hari
- 2003 : Drôle de Couple, mise en scène de Jacques Lessard, production de Théâtre Beaumont St-Michel, rôle de Florence
- 2004 : Les Belles-Sœurs, mise en scène de Serge Denoncourt, production Théâtre de la Dame Blanche, rôle de Thérèse
- 2005 : Leçon d'Anatomie, mise en scène de Marie Gignac, production Théâtre de la Bordée, rôle de Martha
- 2005 : Six personnages en quête d'auteur, mise en scène de Marie Gignac, production du Théâtre du Trident, rôle de la mère
- 2006 : Axel, mise en scène de Christian Lapointe, production du Théâtre Péril, rôle de l'abbesse
- 2006 : Tout comme elle, mise en scène de Brigitte Haentjens, production des Productions Sybillines, rôle d'une fille
- 2006 à 2011 : Lipsynch[1], mise en scène de Robert Lepage, production Ex Machina, rôle de Danielle Morency
- 2008 : L'Oiseau vert, mise en scène de Martin Genest, production du Théâtre du Trident, rôle de Ninetta
- 2009 : Macbett, mise en scène de Diego Aramburo, production du Théâtre du Trident, rôle de la sorcière
- 2009 : Où tu vas quand tu dors en marchant, mise en scène de Véronique Côté, production Carrefour international de théâtre, rôle de la femme
- 2009 : La Nuit de Valognes, mise en scène de Martin Genest, production du Théâtre du Trident, rôle de Hortense de Hauteclaire
- 2010 : Les Trois Sœurs, mise en scène de Wajdi Mouawad, production du Théâtre du Trident, rôle d'Olga
- 2010 : Kliniken, mise en scène de Gill Champagne, production du Théâtre du Trident, rôle d'Anne-Marie
- 2010 : Bonjour là bonjour, mise en scène de Lorraine Côté, production Théâtre de la Bordée, rôle de Gilberte
- 2011 : La Médée d'Euripide, mise en scène de Diego Aramburo, production du Théâtre du Trident, rôle du messager
- 2011 : Tom à la ferme, mise en scène de Marie-Hélène Gendreau, production Théâtre de la Bordée, rôle d'Agathe
- 2012 : Madame de Sade, mise en scène de Martine Beaulne, production du Théâtre du Trident, rôle de la Comtesse de Saint-Fond
- 2013 : Hamlet[2], mise en scène de Marie-Josée Bastien, production du Théâtre de la Bordée, rôle de Gertrude
- 2014 : Albertine, en cinq temps[3], mise en scène de Lorraine Pintal, production du Théâtre du Trident et du Théâtre du Nouveau Monde, rôle d'Albertine (60 ans)
- 2014 : Les fées ont soif[4], de Denise Boucher, mise en scène d'Alexandre Fecteau, production du Théâtre de la Bordée, rôle de Marie.

## Filmographie

### Cinéma
- 1983 : Laure Gaudreault de Yolande Rossignol : l'institutrice
- 1995 : Le Polygraphe de Robert Lepage : la scripte
- 2000 : Le Ciel sur la tête d'André Melançon : le médecin
- 2000 : La Femme qui boit de Bernard Émond : Yvonne
- 2002 : 20h17 rue Darling de Bernard Émond : madame Kovacs
- 2004 : La  Neuvaine de Bernard Émond : Thérèse
- 2012 : Tout ce que tu possèdes de Bernard Émond : la mère de Pierre
- 2013 : Ceci n'est pas un polar de Patrick Gazé : madame Videra
- 2013 : Triptyque de Robert Lepage et Pedro Pires : Michelle
- 2018 : Napoléon en apparte de Jeff Denis – Maria, la mère
- 2018 : Antigone de Sophie Deraspe – Psychiatre - oracle
- 2020 : Écume de Omar Elhamy
- 2021 : Candidat vedette de Tom Rodrigue – Pierrette

## Prix et récompenses
- 1996 : Masque du meilleur rôle de soutien pour Méphisto, au Théâtre du Trident[5]
- 1996 : Prix Janine-Angers pour Méphisto
- 2001 : Prix d’interprétation féminine du Théâtre Denise-Pelletier pour À toi, pour toujours, ta Marie-Lou
- 2012 : Prix Janine-Angers pour son rôle d'Agathe dans Tom à la Ferme, de Michel Marc Bouchard, au Théâtre de la Bordée[6].